# Fréquel-Fontarabie
Pour les articles homonymes, voir Fréquel et Fontarabie (homonymie).
 (mai 2017).
Si vous disposez d'ouvrages ou d'articles de référence ou si vous connaissez des sites web de qualité traitant du thème abordé ici, merci de compléter l'article en donnant les références utiles à sa vérifiabilité et en les liant à la section « Notes et références ».
Fréquel-Fontarabie est un écoquartier dans le 20e arrondissement de Paris. 

## Description
Il est de petite superficie. Il représente en effet un hectare de surface. Cet îlot est délimité par la rue de Fontarabie au Nord, par le passage Fréquel à l'Est, par la rue des Orteaux au Sud, par la rue de la Réunion à l'Ouest et est situé dans un tissu faubourien.
Quatre ans après son ouverture, l'opération de renouvellement est terminée. Ce projet a consisté à transformer la friche industrielle avec l'objectif de conserver l'échelle et la variété des bâtiments. L'écoquartier a pour autre objectif d'éradiquer l'insalubrité à l'échelle d'un quartier entier de l'Est Parisien et d'appliquer une nouvelle dynamique de développement urbain. Le troisième but était de recréer un morceau de ville sur lui-même, en plaçant l'innovation technologique au cœur des programmes de construction, en favorisant la mixité sociale.
Au fil des modifications, on constate une hiérarchisation des voies de circulation : la Rue des Orteaux fait office de jonction entre le quartier Saint-Blaise et le quartier Réunion. Le projet de rénovation de l'îlot s'inscrit donc dans le respect des principes, qui peuvent être regroupés en quatre temps : maîtriser les impacts du projet sur l'environnement extérieur, réduire les charges et coût de fonctionnement des bâtiments, garantir un environnement intérieur sain et confortable des bâtiments, et inscrire le projet dans une démarche de solidarité sociale et citoyenne.

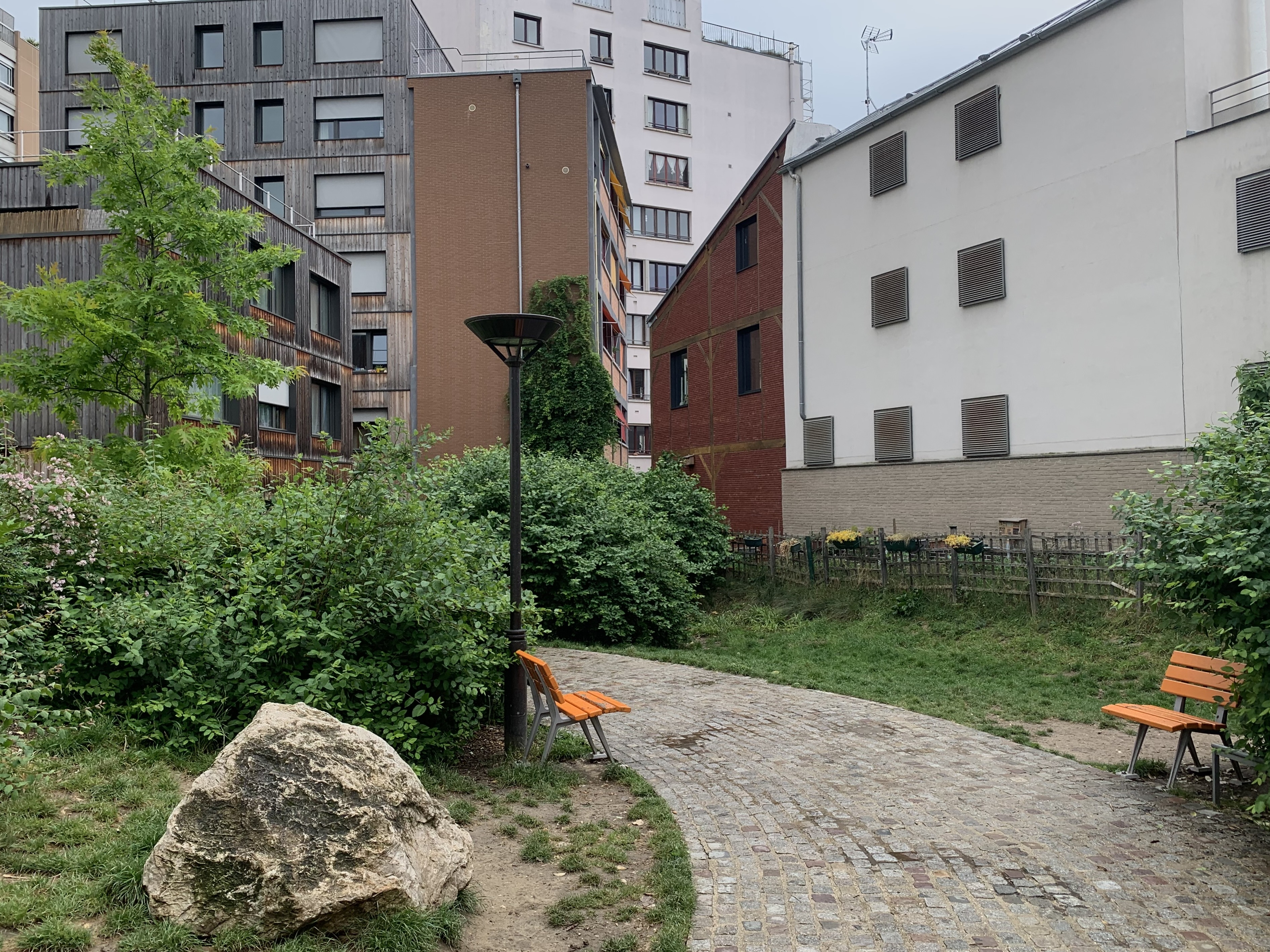
Le jardin de Vitaly, cœur de l'écoquartier Fréquel-Fontarabie

Les fondateurs ont prévu de créer pour le projet Fréquel-Fontarabie 109 logements dont 75 neufs et 35 en réhabilitation, une crèche de 60 berceaux, un jardin public d'environ 1 000 m2, 4 locaux d'activités en rez-de-chaussée et une placette desservant les entrées des équipements et passages piétons. Ils se sont appuyés sur les erreurs commises dans le passé pour créer cet écoquartier.
Finalement, les travaux ont pu se terminer avant juin 2015.

## Voies nouvelles
- Passage Hypatie-d'Alexandrie
- Place Mélina-Mercouri
- Rue Frantz-Fanon

## Jardin
- Jardin de Vitaly